# 第64回天皇杯全日本サッカー選手権大会
第64回天皇杯全日本サッカー選手権大会（だい64かいてんのうはいぜんにほんサッカーせんしゅけんたいかい）は、1984年（昭和59年）12月15日から1985年（昭和60年）1月1日まで開かれた天皇杯全日本サッカー選手権大会である。

## 概要
- 本大会出場は32チーム。

## 出場チーム

### 日本サッカーリーグ1部
- 古河電工（21回目）
- 日立製作所（20回目）
- 三菱重工（20回目）
- ヤンマー（17回目）
- 日本鋼管（13回目）
- フジタ工業（13回目）
- 本田技研（11回目）
- 読売クラブ（10回目）
- ヤマハ発動機（8回目）
- 日産自動車（7回目）

### 北海道
- 札幌大学（10回目）

### 東北
- 福島FC（2回目）
- TDK（初出場）

### 関東
- 筑波大学（11回目）
- 住友金属工業（5回目）
- 東芝（4回目）
- 国士舘大学（3回目）
- 甲府クラブ（2回目）

### 北信越
- 日精樹脂工業（6回目）

### 東海
- トヨタ自動車（10回目）
- 愛知学院大学（3回目）
- 西濃運輸（初出場）

### 関西
- 田辺製薬（11回目）
- 大阪体育大学（5回目）
- 電電近畿（5回目）
- 松下電器（4回目）

### 中国
- マツダ（33回目）
- マツダオート広島（4回目）

### 四国
- 帝人（15回目）

### 九州
- 新日本製鐵（28回目）
- 福岡大学（11回目）
- 九州産業大学（9回目）

## 試合

### 1回戦
- 日産自動車 6-0 マツダオート広島
- 電電近畿 0（延長）1 マツダ
- 九州産業大学 1-2 田辺製薬
- 福岡大学 1(PK4-3)1 三菱重工
- 本田技研 2(PK5-4)2 筑波大学
- トヨタ自動車 2（延長）3 日立製作所
- 国士舘大学 3-2 札幌大学
- 福島FC 0-6 古河電工
- 読売クラブ 2-1 大阪体育大学
- 新日本製鐵 1-4 帝人
- 日本鋼管 0-1 松下電器
- 日精樹脂工業 0-3 ヤンマー
- フジタ工業 4-0 住友金属工業
- 愛知学院大学 3-1 TDK
- 西濃運輸 1-3 東芝
- 甲府クラブ 0-3 ヤマハ発動機

### 2回戦
- 日産自動車 5-2 マツダ
- 田辺製薬 1-0 福岡大学
- 本田技研 1-0 日立製作所
- 国士舘大学 0（延長）1 古河電工
- 読売クラブ 5-0 帝人
- 松下電器 0-2 ヤンマー
- フジタ工業 4-0 愛知学院大学
- 東芝 0-2 ヤマハ発動機

### 準々決勝
- 日産自動車 2-1 田辺製薬
- 本田技研 0-1 古河電工
- 読売クラブ 2-0 ヤンマー
- フジタ工業 1-0 ヤマハ発動機

### 準決勝
- 日産自動車 0(PK3-5)0 古河電工
- 読売クラブ 2-1 フジタ工業

### 決勝
- 古河電工 0-2 読売クラブ